# Francisco Fedullo
Francisco Fedullo (27. květen 1905, Montevideo, Uruguay – 26. leden 1963, Montevideo, Uruguay) byl uruguaysko - italský fotbalový záložník.
Vyrůstal v klubu Sud América v Montevideu. Do Itálie odcestoval v roce 1930 a podepsal smlouvu s klubem Bologna. Zde zůstal devět let a vyhrál s ní tři tituly (1935/36, 1936/37, 1938/39) a dva Středoevropské poháry (1932, 1934). Na konci roku 1939 se vrátil do Uruguaye
Za reprezentaci odehrál 2 zápasy v roce 1932.

## Hráčská statistika
| Sezóna  | Klub    | Liga    | Liga   | Liga | Ligové poháry | Ligové poháry | Ligové poháry | Kontinentální poháry | Kontinentální poháry | Kontinentální poháry | Celkem | Celkem |
| Sezóna  | Klub    | Soutěž  | Zápasy | Góly | Soutěž        | Zápasy        | Góly          | Soutěž               | Zápasy               | Góly                 | Zápasy | Góly   |
| ------- | ------- | ------- | ------ | ---- | ------------- | ------------- | ------------- | -------------------- | -------------------- | -------------------- | ------ | ------ |
| 1930/31 | Bologna | Serie A | 30     | 5    | -             | 0             | 0             | -                    | 0                    | 0                    | 30     | 5      |
| 1931/32 | Bologna | Serie A | 33     | 9    | -             | 0             | 0             | Stř. P               | 4                    | 0                    | 37     | 9      |
| 1932/33 | Bologna | Serie A | 30     | 5    | -             | 0             | 0             | -                    | 0                    | 0                    | 30     | 5      |
| 1933/34 | Bologna | Serie A | 34     | 14   | -             | 0             | 0             | Stř. P               | 8                    | 4                    | 42     | 18     |
| 1934/35 | Bologna | Serie A | 21     | 7    | -             | 0             | 0             | -                    | 0                    | 0                    | 21     | 7      |
| 1935/36 | Bologna | Serie A | 27     | 4    | IP            | 2             | 0             | Stř. P               | 2                    | 0                    | 31     | 4      |
| 1936/37 | Bologna | Serie A | 30     | 4    | -             | 0             | 0             | Stř. P               | 2                    | 0                    | 32     | 4      |
| 1937/38 | Bologna | Serie A | 25     | 5    | IP            | 3             | 2             | -                    | 0                    | 0                    | 28     | 7      |
| 1938/39 | Bologna | Serie A | 23     | 1    | -             | 0             | 0             | Stř. P               | 1                    | 0                    | 24     | 1      |
| Celkem  | Celkem  | Celkem  | 253    | 54   | -             | 5             | 2             | -                    | 17                   | 4                    | 275    | 60     |

## Hráčské úspěchy

### Klubové
- 3x vítěz 1. italské ligy (1935/36, 1936/37, 1938/39)
- 2x vítěz Středoevropského poháru (1932, 1934)

### Reprezentační
- 1x na MP (1927-1930 - zlato)